# Công viên tưởng niệm hòa bình Hiroshima
Công viên Tưởng niệm Hòa bình Hiroshima hay Hiroshima Peace Memorial Park (広島平和記念公園 Hiroshima Heiwa Kinen Kōen) là một công viên tưởng niệm ở trung tâm Hiroshima, Nhật Bản. Nó được lập ra để tưởng nhớ những di sản của Hiroshima -  thành phố đầu tiên trên thế giới hứng chịu một cuộc tấn công hạt nhân, và để tưởng nhớ những nạn nhân trực tiếp và gián tiếp của quả bom (trong đó có thể có tới 140.000 người).Công viên Tưởng niệm Hòa bình Hiroshima được hơn một triệu người đến thăm mỗi năm. Công viên nằm ở đó để tưởng nhớ các nạn nhân của vụ tấn công hạt nhân vào ngày 6 tháng 8 năm 1945, trong đó Mỹ đá thả một quả bom nguyên tử xuống thành phố Hiroshima của Nhật Bản. Công viên Tưởng niệm Hòa bình Hiroshima được lên kế hoạch và thiết kế bởi Kiến trúc sư người Nhật Kenzō Tange tại Tange Lab.
Vị trí của Công viên Tưởng niệm Hòa bình Hiroshima từng là khu dân cư và thương mại sầm uất nhất của thành phố. Công viên được xây dựng trên một bãi đất trống được tạo ra bởi vụ nổ. Ngày nay có một số đài tưởng niệm và tượng đài, viện bảo tàng và giảng đường, thu hút hơn một triệu du khách hàng năm. Lễ Tưởng niệm Hòa bình ngày 6 tháng 8 hàng năm, được tài trợ bởi thành phố Hiroshima, cũng được tổ chức tại công viên. Mục đích của Công viên Tưởng niệm Hòa bình không chỉ là để tưởng nhớ các nạn nhân, mà còn để lưu giữ ký ức về nỗi kinh hoàng hạt nhân và ủng hộ hòa bình thế giới.

## Biểu tượng đáng chú ý

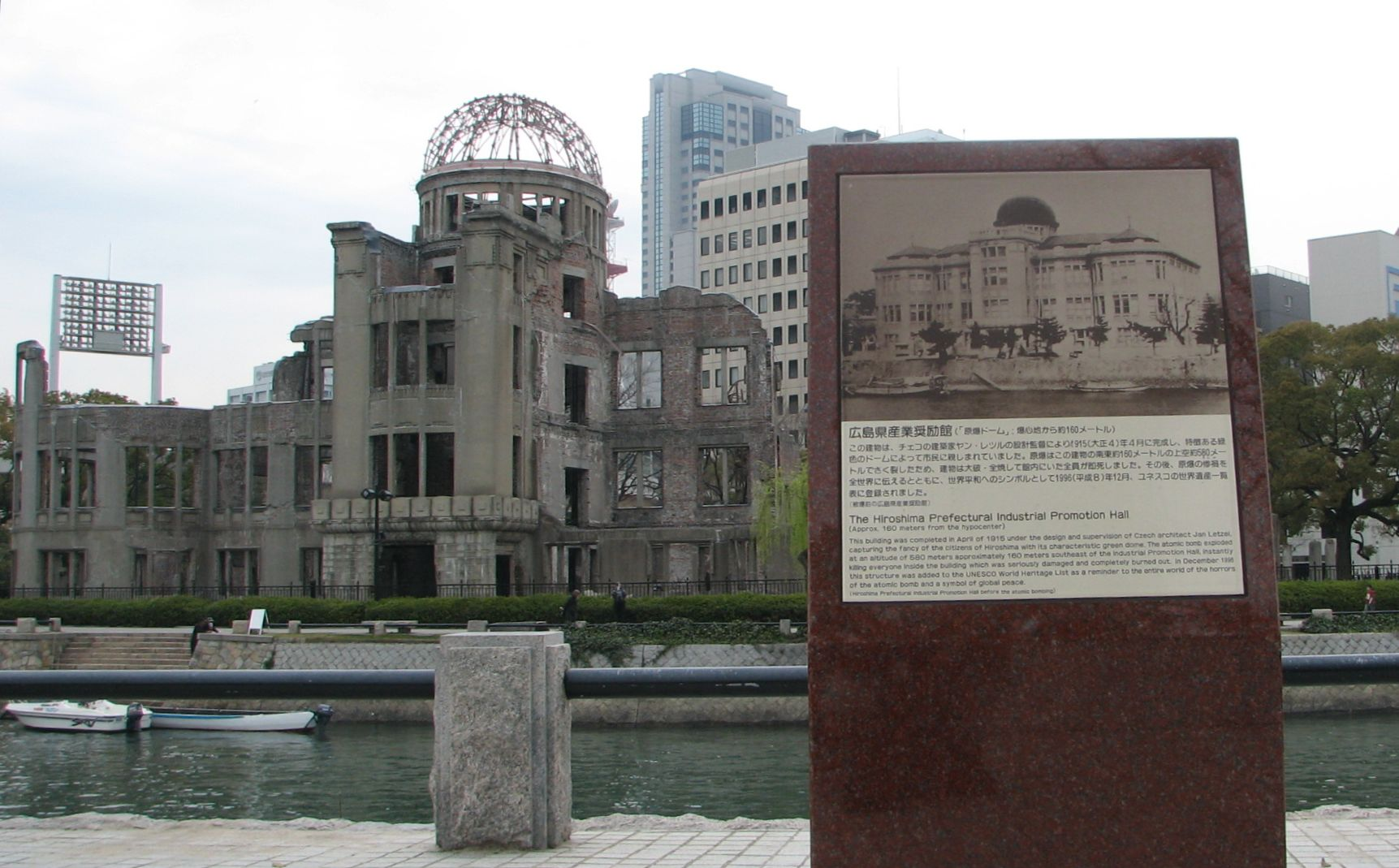
The A-Bomb Dome

### A-Bomb Dome
Khu tưởng niệm Hòa bình Hiroshima hay A-Bomb Dome  là tàn tích của Triển lãm thương mại tỉnh Hiroshima trước đây. Đây là tòa nhà gần tâm điểm của quả bom hạt nhân nhất vẫn còn nguyên một phần. Nó vẫn còn nguyên sau vụ đánh bom để tưởng nhớ những người thương vong. A-Bomb Dome, nơi mang lại cảm giác linh thiêng và siêu việt, nằm trong một khung cảnh nghi lễ từ xa có thể nhìn thấy từ cenotaph trung tâm của Công viên Tưởng niệm Hòa bình.Đây là địa điểm được chỉ định chính thức để tưởng nhớ di sản chung của quốc gia và nhân loại về thảm họa. A-Bomb Dome đã được thêm vào Danh sách Di sản Thế giới của UNESCO vào ngày 7 tháng 12 năm 1996. Nhiều người sống sót sau A-Bomb và công dân Hiroshima đã thúc đẩy A-Bomb Dome được đăng ký là Di sản Thế giới vì nó là "biểu tượng của kinh dị và vũ khí hạt nhân và cam kết của nhân loại vì hòa bình. Kiến nghị tập thể từ nhiều nhóm công dân này cuối cùng đã có ảnh hưởng khi chính phủ Nhật Bản chính thức đề xuất tới với ủy ban Di sản Thế giới vào tháng 12 năm 1995. Một điểm đánh dấu đã được thành phố Hiroshima đặt trên A-Bomb Dome vào ngày 25 tháng 4 năm 1997. Nó ghi:
Là nhân chứng lịch sử kể lại thảm cảnh hứng chịu quả bom nguyên tử đầu tiên trong lịch sử nhân loại và là biểu tượng thề trung thành tìm cách xóa bỏ vũ khí hạt nhân và hòa bình thế giới vĩnh cửu, Genbaku Dome đã được thêm vào Danh sách Di sản Thế giới theo quy định của " Công ước Liên quan đến Bảo vệ Di sản Văn hóa và Thiên nhiên Thế giới (Công ước Di sản Thế giới). "
Ngày 7 tháng 12 năm 1996, thành phố Hiroshima 

### Tượng đài hòa bình cho trẻ em
Tượng đài Hòa bình cho Trẻ em là một bức tượng dành để tưởng nhớ những đứa trẻ đã chết do hậu quả của vụ đánh bom. Bức tượng là một cô gái với cánh tay dang rộng với một con hạc giấy đang gấp trên người cô. Bức tượng dựa trên câu chuyện có thật về Sadako Sasaki (佐々木禎子 Sasaki Sadako),Một cô bé đã chết vì phóng xạ từ quả bom. Cô được biết đến với việc gấp 1.000 con hạc giấy để đáp lại một truyền thuyết Nhật Bản rằng nếu gấp đủ 1000 con hạc cô bé sẽ khỏi bệnh. Cho đến ngày nay, mọi người (chủ yếu là trẻ em) từ khắp nơi trên thế giới gấp hạc và gửi chúng đến Hiroshima, nơi chúng được đặt gần bức tượng. Bức tượng có một bộ sưu tập hạc gấp được bổ sung liên tục gần đó.

### Nhà yên nghỉ

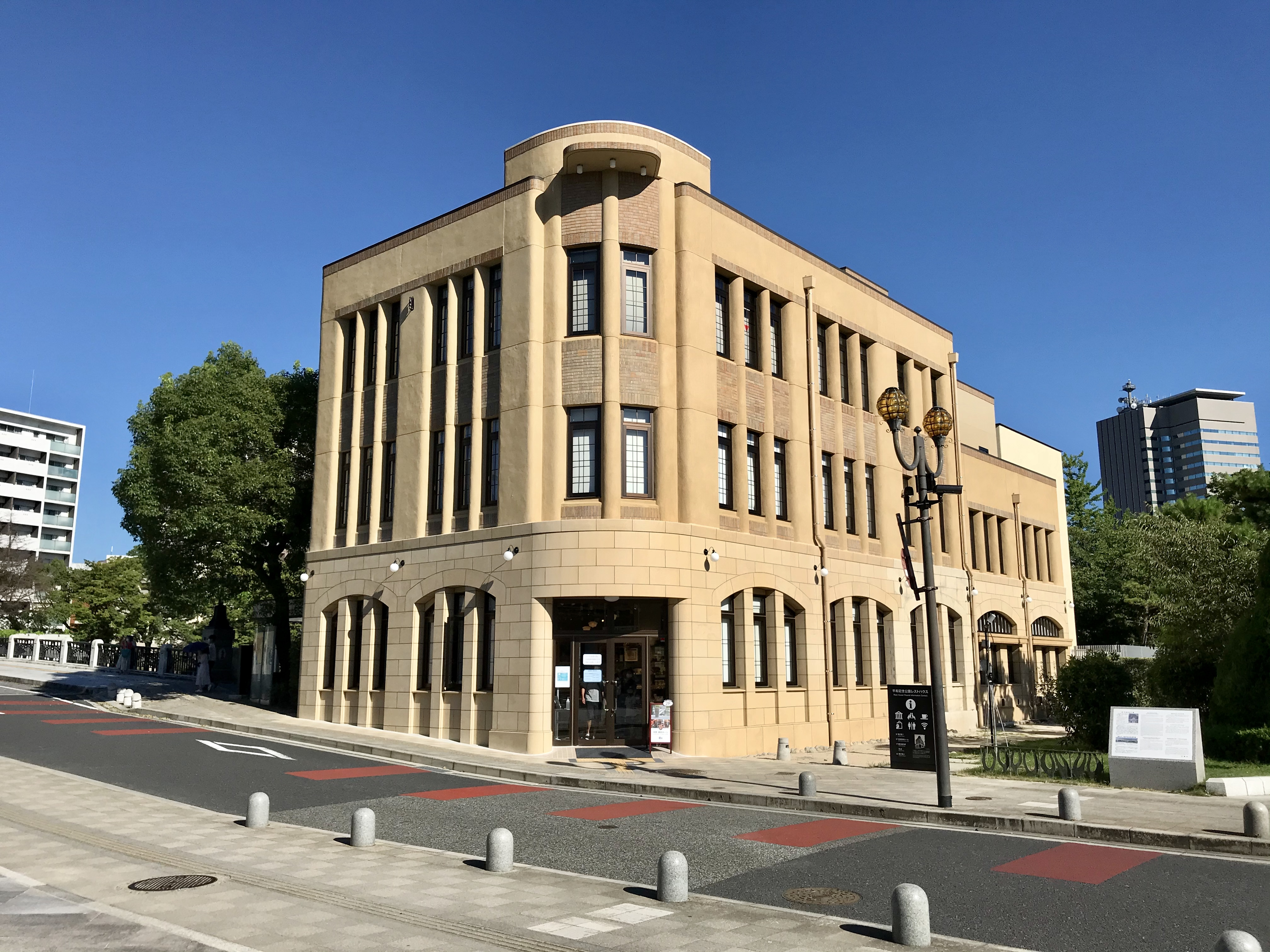
Ngôi nhà yên nghỉ của Công viên Hòa bình Hiroshima

Nhà yên nghỉ của Công viên Hòa bình Hiroshima là một tòa nhà bị ném bom nguyên tử khác trong công viên. Tòa nhà được xây dựng với tên Cửa hàng Kimono Taishoya vào tháng 3 năm 1929. Nó được sử dụng làm trạm phân phối nhiên liệu khi tình trạng thiếu nhiên liệu bắt đầu vào tháng 6 năm 1944. Vào ngày 6 tháng 8 năm 1945, khi quả bom phát nổ, mái nhà bị đổ nát, nội thất bị phá hủy, và mọi thứ tiêu hao bị đốt cháy ngoại trừ tầng hầm. Cuối cùng, 36 người trong tòa nhà chết vì vụ đánh bom; Eizo Nomura, 47 tuổi, sống sót trong tầng hầm, nơi có mái bê tông mà qua đó bức xạ khó xuyên qua hơn. He survived into his 80s.
Quận Nakajima trước đây, ngày nay là Công viên Tưởng niệm Hòa bình, là một khu kinh doanh nổi bật của thành phố trong những năm đầu của thời kỳ Showa (1926–89) và từng là địa điểm của nhiều công trình kiến trúc hai tầng bằng gỗ. Tuy nhiên, vào năm 1929, Cửa hàng Kimono Taishoya ba tầng được xây dựng, xung quanh là các cửa hàng và rạp chiếu phim. Người ta nói rằng nếu bạn đi lên mái nhà, một cái nhìn toàn cảnh của thành phố đang chờ đợi. Năm 1943, Cửa hàng Kimono đóng cửa và vào tháng 6 năm 1944, khi Chiến tranh thế giới thứ hai gia tăng và các biện pháp kiểm soát kinh tế ngày càng trở nên nghiêm ngặt, tòa nhà đã được mua bởi Hiệp hội Phân phối Nhiên liệu Tỉnh. Lúc 8:15 a.m. Vào ngày 6 tháng 8 năm 1945, vụ nổ của quả bom nguyên tử cách tâm chấn khoảng 600 mét đã phá hủy mái bê tông của tòa nhà. Nội thất cũng bị hư hỏng nặng và bị thiêu rụi do hỏa hoạn sau đó, và tất cả mọi người bên trong đều thiệt mạng ngoại trừ Nomura, người đã sống sót một cách thần kỳ. Tòa nhà đã được khôi phục ngay sau chiến tranh và được sử dụng làm Hội trường Nhiên liệu. Năm 1957, Văn phòng Tái thiết Đông Hiroshima, cơ quan trở thành cốt lõi của chương trình tái thiết thành phố, được thành lập tại đây.

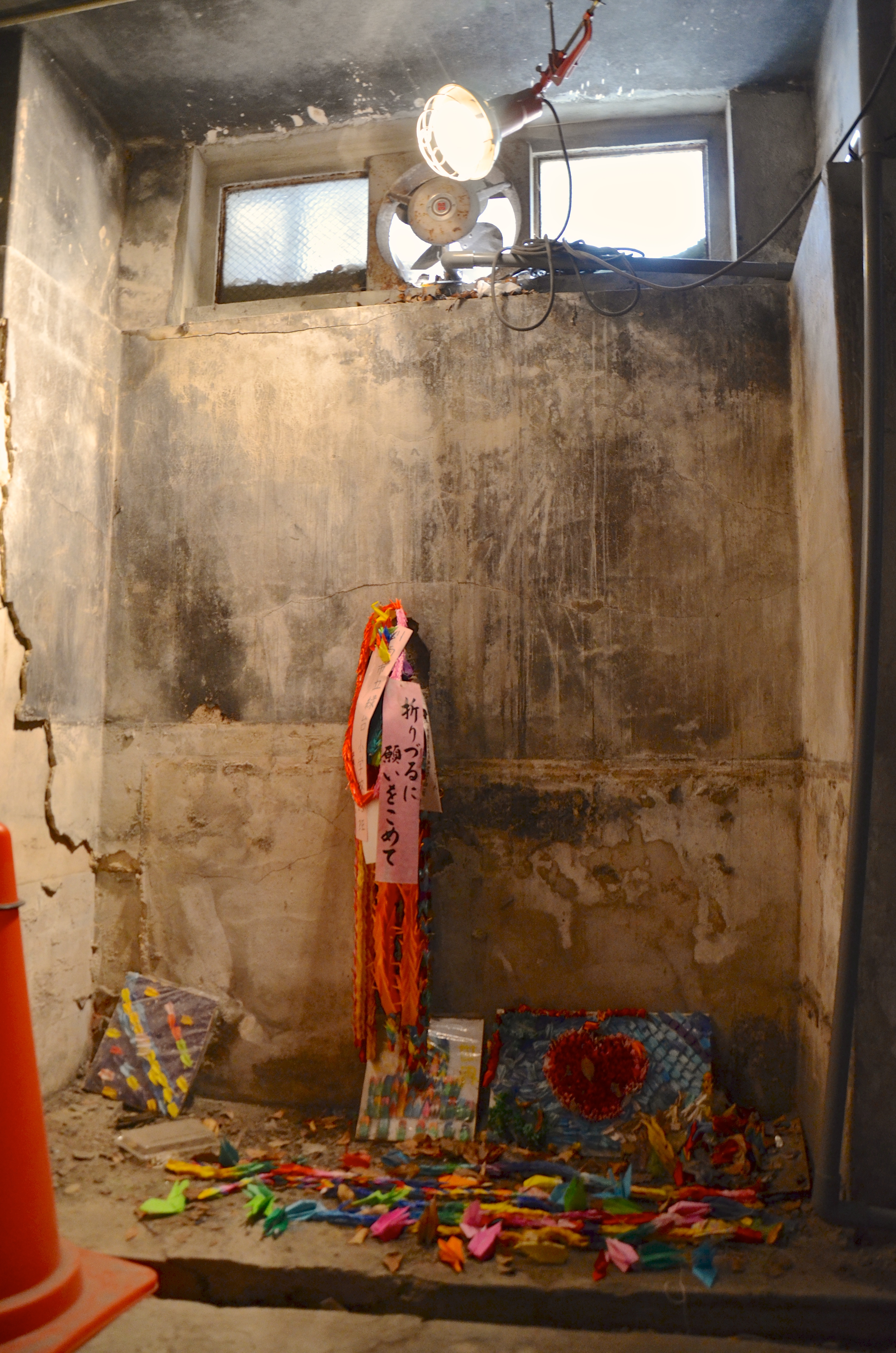
Tầng hầm của nhà yên nghỉ

Vào thời điểm xảy ra vụ đánh bom, có 37 người đang làm việc ở đó. Tất cả đều thiệt mạng, ngoại trừ Eizo Nomura, người đã xuống tầng hầm vào lúc đó và sống sót sau vụ đánh bom. Nomura, lúc đó 47 tuổi, là công nhân của Hiệp hội phân phối nhiên liệu tỉnh Hiroshima. Nomura đã cố gắng trốn thoát nhờ ngọn lửa bốc lên và khói bốc lên nghi ngút. Tuy nhiên, sau khi sống sót, anh phải vật lộn với sốt cao, tiêu chảy, chảy máu nướu răng và các triệu chứng khác do bức xạ gây ra.
Vào thời điểm xảy ra vụ đánh bom, có 37 người đang làm việc ở đó. Tất cả đều thiệt mạng, ngoại trừ Eizo Nomura, người đã xuống tầng hầm vào lúc đó và sống sót sau vụ đánh bom. Nomura, lúc đó 47 tuổi, là công nhân của Hiệp hội phân phối nhiên liệu tỉnh Hiroshima. Nomura đã cố gắng trốn thoát nhờ ngọn lửa bốc lên và khói bốc lên nghi ngút. Tuy nhiên, sau khi sống sót, anh phải vật lộn với sốt cao, tiêu chảy, chảy máu nướu răng và các triệu chứng khác do bức xạ gây ra.
Hiện tại, tầng 1 của nhà yên nghỉ được sử dụng làm văn phòng thông tin du lịch và cửa hàng lưu niệm, tầng 2/3 làm văn phòng, tầng hầm được giữ nguyên gần như thời điểm xảy ra vụ đánh bom.